# Tintenbar
Tintenbar est un village australien situé dans la zone d'administration locale du comté de Ballina, dans la région des Rivières du Nord dans l'État de Nouvelle-Galles du Sud, en Australie.

## Géographie
Tintenbar s'étend sur 21,7 km2 à environ 12 km au nord-ouest de Ballina, au sud de Brooklet, au nord d'Alstonvale, à l'ouest de Teven et à l'est de Wollongbar.
La population s'élevait à 822 habitants en 2016.